# Jabung Wetan
Jabung Wetan is een bestuurslaag in het regentschap Probolinggo van de provincie Oost-Java, Indonesië. Jabung Wetan telt 3406 inwoners (volkstelling 2010).